# Protaphelidesmus ligula
Protaphelidesmus ligula är en mångfotingart som beskrevs av Henri W. Brölemann 1898. Protaphelidesmus ligula ingår i släktet Protaphelidesmus och familjen Aphelidesmidae. Inga underarter finns listade i Catalogue of Life.